# Elaeocarpus tonganus
Elaeocarpus tonganus är en tvåhjärtbladig växtart som beskrevs av Isaac Henry Burkill. Elaeocarpus tonganus ingår i släktet Elaeocarpus och familjen Elaeocarpaceae. Inga underarter finns listade i Catalogue of Life.